# Ross (Vorname)
Ross ist ein im englischen Sprachraum gebräuchlicher männlicher Vorname.

## Herkunft und Bedeutung
Der Name trat zuerst als ein schottischer und englischer Familienname mit der gälischen Bedeutung „Das Kap“, „Das Vorgebirge“ (engl. promontory) auf, ursprünglich jemanden bezeichnend, der auf einer Landspitze oder -zunge (engl. headland) lebte.

## Namensträger
- Ross Anderson (Informatiker) (1956–2024), britischer Informatiker, Hochschullehrer und Berater für Sicherheitstechnik
- Ross Andru (1927–1993), US-amerikanischer Comiczeichner und Verlagsredakteur
- Ross Antony (* 1974), britischer Fernsehmoderator, Musicaldarsteller, Musiker und Entertainer
- Ross Barkley (* 1993), englischer Fußballspieler
- Ross Barnett (1898–1987), US-amerikanischer Politiker
- Ross Brawn (* 1954), britischer Ingenieur und Motorsportmanager
- Ross Campbell (Journalist) (1910–1982), australischer Journalist
- Ross Campbell (Diplomat) (1918–2007), kanadischer Diplomat
- Ross Campbell (Mediziner) (1936–2012), US-amerikanischer Psychiater und Autor von Erziehungsbüchern.
- Ross Campbell (Fußballspieler) (* 1987), schottischer Fußballspieler
- Ross Chisholm (* 1988), schottischer Fußballspieler
- Ross Davenport (* 1984), britischer Schwimmer
- Ross Edgar (* 1983), britischer Radsportler
- Ross Edwards (* 1943), australischer Komponist
- Ross Elliott (1917–1999), US-amerikanischer Schauspieler
- Ross Filipo (* 1979), neuseeländischer Rugby-Union-Spieler
- Ross Lee Finney (1906–1997), US-amerikanischer Komponist
- Ross Fisher (* 1980), englischer Golfer
- Ross Flood (1910–1995), US-amerikanischer Ringer
- Ross Ford (* 1984), schottischer Rugby-Union-Spieler
- Ross Friedman (* 1954), US-amerikanischer Gitarrist
- Ross Harris (Komponist) (* 1945), neuseeländischer Komponist
- Ross Hickey (* 1987), irischer Boxer
- Ross Hill (1973–1990), US-amerikanischer Schauspieler
- Ross Honsberger (1929–2016), kanadischer Mathematiker und Autor
- Ross Hull (* 1975), kanadischer Schauspieler und Moderator
- Ross Katz (* 1971), US-amerikanischer Filmproduzent
- Ross Kemp (* 1964), britischer Schauspieler
- Ross Kettle (* 1961), südafrikanischer Schauspieler und Filmregisseur
- Ross Lovegrove (* 1958), britischer Industriedesigner
- Ross Lynch (* 1995), US-amerikanischer Sänger, Schauspieler und Tänzer
- Ross Macdonald (1915–1983), US-amerikanischer Schriftsteller
- Ross Malinger (* 1984), US-amerikanischer Schauspieler
- Ross McCall (* 1976), schottischer Schauspieler
- Ross A. McGinnis (1987–2006), US-amerikanischer Soldat
- Ross McKitrick (* 1965), kanadischer Ökonom und Autor
- Ross McManus (1927–2011), britischer Trompeter und Sänger
- Ross McWhirter (1925–1975), britischer Verleger
- Ross Milne (1944–1964), australischer Skirennläufer
- Ross Mullan (* 1967), britisch-kanadischer Schauspieler
- Ross Perot (1930–2019), US-amerikanischer Unternehmer und Politiker
- Ross Powers (* 1979), US-amerikanischer Snowboarder
- Ross Puritty (* 1966), US-amerikanischer Boxer
- Ross Rebagliati (* 1971), kanadischer Snowboarder
- Ross Rizley (1892–1969), US-amerikanischer Politiker
- Ross Robinson, US-amerikanischer Musikproduzent
- Ross Russell (Musikproduzent) (1909–2000), US-amerikanischer Jazz-Produzent und Autor
- Ross Russell (Fußballspieler, 1967) (* 1967), Fußballspieler aus Trinidad und Tobago
- Ross Russell (Fußballspieler, 1992) (* 1992), Fußballspieler aus Trinidad und Tobago
- Ross Macpherson Smith (1892–1922), australischer Pilot
- Ross S. Sterling (1875–1949), US-amerikanischer Politiker
- Ross Stretton (1952–2005), australischer Tänzer und Choreograf
- Ross Taggart (1967–2013), kanadischer Jazzmusiker
- Ross Thatcher (1917–1971), kanadischer Politiker und Unternehmer
- Ross Thomas (Schriftsteller) (1926–1995), amerikanischer Schriftsteller
- Ross Thomas (Schauspieler) (* 1981), amerikanischer Schauspieler
- Ross Tompkins (1938–2006), US-amerikanischer Pianist
- Ross Turnbull (* 1985), englischer Fußballtorhüter